# Vol spatial privé

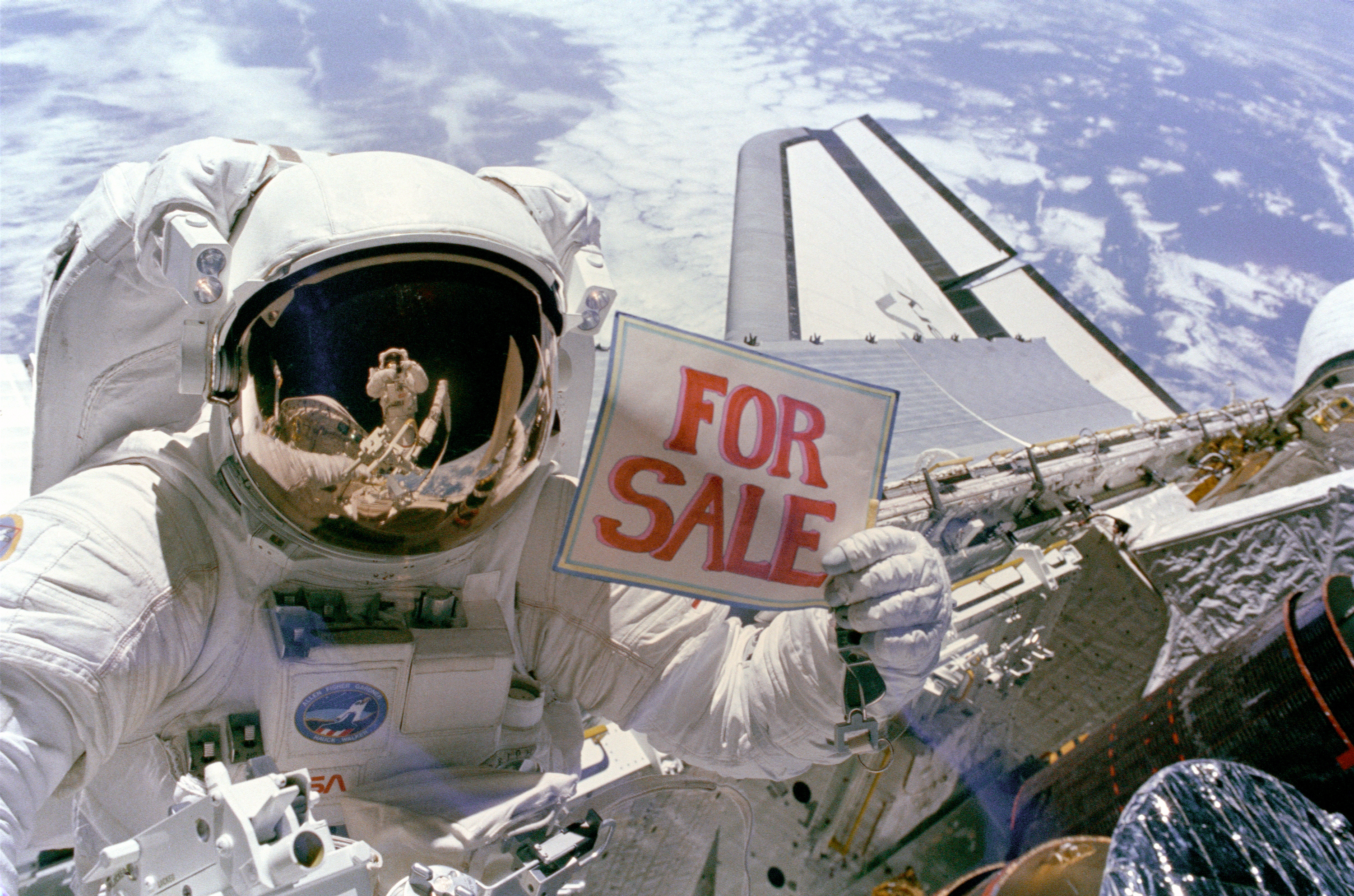
Un astronaute tenant un panneau « For Sale » (« à vendre »).

Le vol spatial privé  est un vol effectué à 100 km au-dessus de la Terre mené et payé par une entité autre qu'un gouvernement. Au début de décennies de l'Âge Spatial, le gouvernement de l'Union des républiques socialistes soviétiques et des États-Unis ont ouvert la voie à l'Industrie spatiale européenne.
Plus tard, de grandes entreprises de défense ont commencé à développer et exploiter des systèmes de lancement spatiaux, tirés à partir de fusées gouvernementales et de satellites commerciaux. Le vol spatial privé autour de La terre inclut des satellites de communications, la télévision par satellite, la radio satellite et le tourisme spatial orbital. Récemment, des entrepreneurs ont commencé à concevoir et faire voler des avions spatiaux. La planification de vols spatiaux privés au-delà de l'orbite de la Terre inclut des prototypes navigants solaires, et des vols spatiaux autour de la Lune. Un prototype d'habitat spatial privé, Genesis I, est déjà en orbite autour de la terre, mais de plus grandes versions sont à prévoir par la suite.

## Historique des transports spatiaux commerciaux
Durant les prémices des vols spatiaux seul un état-nation avait les ressources de développer et de faire voler un vaisseau spatial. Tant le programme spatial américain que le programme spatial soviétique ont été les premiers à les exploiter en utilisant des pilotes principalement militaires comme astronautes. Pendant cette période, aucun lancement spatial commercial n'était disponible aux opérateurs privés et aucune organisation privée n'était capable d'offrir des lancements spatiaux. Finalement, des compagnies privées étaient capables à la fois d'offrir et d'acheter des lancements spatiaux, ainsi a commencé la période de vol spatial privé.
La première phase d'opération spatiale privée était le lancement du premier satellite de télécommunications commercial. La loi américaine de 1962 sur le satellite de télécommunications a ouvert la voie à la possession de consortiums commerciaux et le fonctionnement de leurs satellites propres, bien que ceux-ci soient toujours lancés sur des fusées de lancement publiques.